# Quintus Passienus Licinus

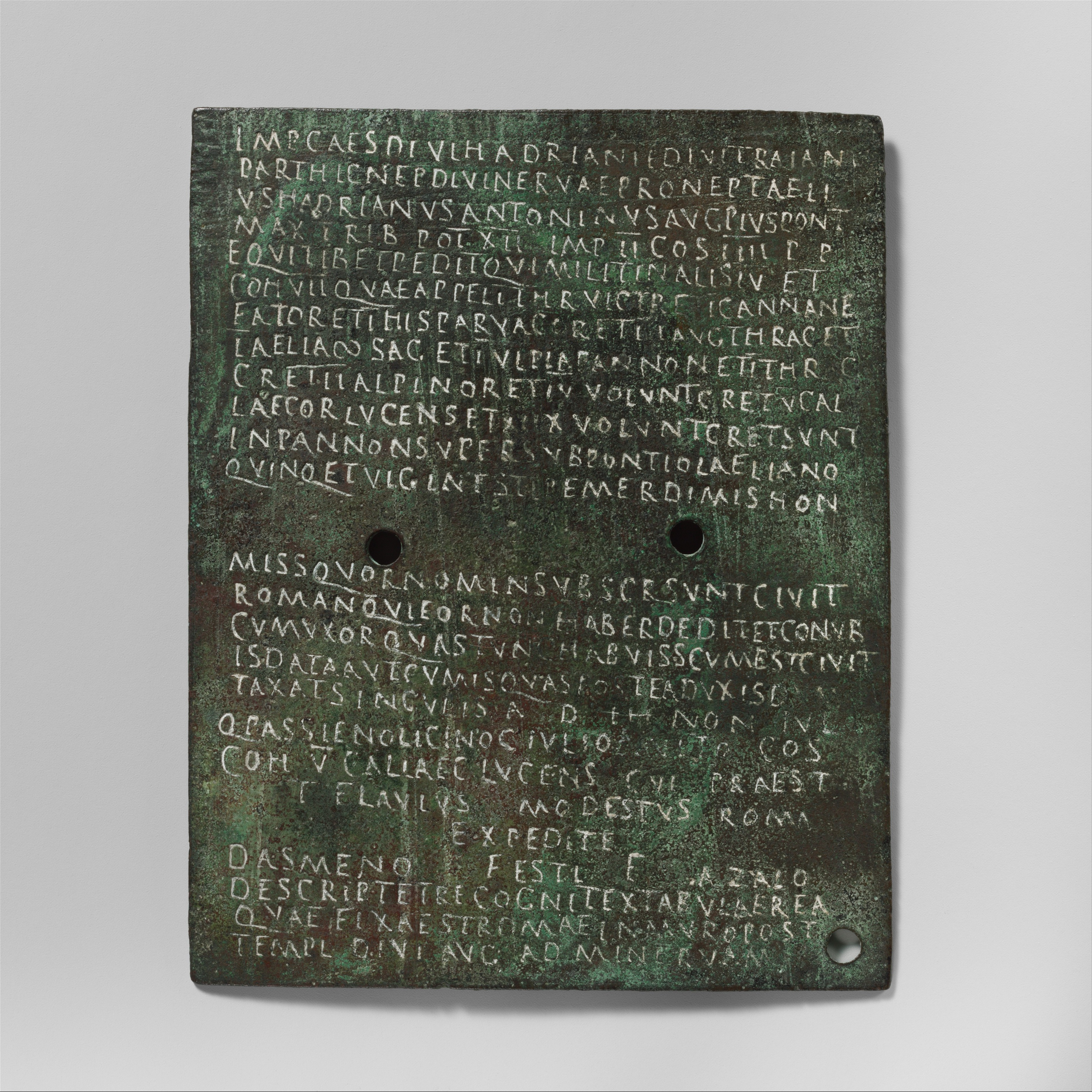
Das Militärdiplom von 149 n. Chr.

Quintus Passienus Licinus war ein im 2. Jahrhundert n. Chr. lebender römischer Politiker.
Durch ein Militärdiplom, das auf den 5. Juli 149 datiert ist, ist belegt, dass Licinus 149 zusammen mit Gaius Iulius Avitus Suffektkonsul war.